# 48-й батальон шуцманшафта
48-й батальон шуцманшафта (нем. 48. Schutzmannschaft-Bataillon, бел. 48-ы беларускі батальён дапаможнай паліцыі) — белорусское коллаборационистское полувоенное подразделение шуцманшафт, которое в годы Великой Отечественной войны вело борьбу против партизан и устраивало карательные акции против мирных жителей.

## История
Сформирован осенью 1943 года в оккупированном Слониме. Благодаря пропаганде активистов БНС в батальон прибыли пять тысяч добровольцев, из которых немцами была отобрана ровно одна тысяча. Часть добровольцев была перенаправлена в Слуцк, где их включили в состав 36-го шуцманшафт батальона. Возглавлял 48-й батальон майор вермахта, также большую часть командующих должностей занимали немцы (единственным белорусом по национальности в командном штабе был офицер пропаганды Дакиневич, который покинул батальон в начале 1944 года). Батальон в антипартизанских акциях проявить себя не сумел и был полностью уничтожен партизанами. Те, кто сумел спастись, перешли в другие батальоны.